# Nick Fozzard

a Compétitions nationales et continentales officielles uniquement.

b Matchs officiels uniquement.
Nick Fozzard, né le 22 février 1977 à Wakefield, est un joueur de rugby à XIII anglais évoluant au poste de pilier dans les années 1990, 2000 et 2010. Il a été sélectionné en sélection britannique appelé une fois en 2005. En club, Nick Fozzard a connu plusieurs clubs au sein de la Super League, tout d'abord des débuts aux Leeds Rhinos avant de rejoindre Huddersfield Giants, il va ensuite aux Warrington Wolves et quatre années à St Helens RLFC entre 2004 et 2008, après une saison à Hull KR en 2009, il retourne à St Helens RLFC en 2010.